# Trisol Music Group
Trisol Music Group  es una compañía discográfica y también una empresa discográfica alemana, formada en 1997 por Alex Storm y Johnnie Clapper, en la cual cuenta con distintas sub-discográficas.
La música de Trisol Music Group se especializa en la subcultura gótica pero también en movimientos del vanguardismo, del avant-garde y al igual que promueve artistas de culto. Aunque algunos artistas en esta discográfica se han querido conservarse en el anonimato.
El estilo de Trisol Music Group tiene distintas variantes que van desde el rock hasta el darkwave, rock gótico, rock industrial, dark folk, neofolk, horror punk, synthpop, noise, EBM, Neue Deutsche Härte, experimental, dark ambient y al igual hay grupos y músicos de la escena del black metal, entre otros.

## Lista de discográficas de Trisol Music Group
- Armageddon Shadow (1999 - actualmente)
- Electric Starfish (1998 - 2003)
- Gothic Novel Rock Records (2009 - actualmente)
- Iceflower (2001 - 2007)
- Liberation & Ecstasy (1996 - 2000)
- Matrix Cube (1996 - 2008)
- Richterskala (2000 - 2004)
- Sad Eyes (1998 - 2004)
- Weisser Herbst (1993 - 2010)

## Algunos artistas de la discográfica
El siguiente listado parcial muestra artistas que han pertenecido a la discográfica de Trisol Music Group, (no incluyen los artistas de las filiales de Trisol).
- ASP
- Clan of Xymox
- Die Form
- Dope Stars Inc.
- London After Midnight
- Moi dix Mois
- Project Pitchfork
- The Candy Spooky Theater